# Cantua
Cantua là một chi thực vật có hoa trong họ Polemoniaceae.

## Loài
Chi Cantua gồm các loài: